# Coppa Italia Dilettanti 1971-1972
La Coppa Italia Dilettanti 1971-1972 è stata la 6ª edizione di questa competizione calcistica italiana. È stata disputata con la formula dell'eliminazione diretta ed è stata vinta dalla Unione Valdinievole.
La competizione era riservata alle migliori squadre militanti nel primo livello regionale. Il primo turno veniva disputato a livello regionale, poi si passava a livello interregionale. Le semifinali e le finali si disputavano in campo neutro.
L'edizione, come detto sopra, è stata vinta dalla Unione Valdinievole, che superò in finale il Vallo di Diano; le altre semifinaliste furono Adriese e U.S. Maia Cat, una squadra aziendale di Mentana che nel 1975 cedette il titolo sportivo alla Lodigiani.

## Partecipanti
Le 256 partecipanti vengono così ripartite fra i vari comitati regionali:
| Numero squadre | Comitati regionali    | Comitati regionali    | Comitati regionali | Comitati regionali | Comitati regionali | Comitati regionali | Comitati regionali  | Comitati regionali  | Comitati regionali  | Comitati regionali  | Comitati regionali  | Comitati regionali  |
| -------------- | --------------------- | --------------------- | ------------------ | ------------------ | ------------------ | ------------------ | ------------------- | ------------------- | ------------------- | ------------------- | ------------------- | ------------------- |
| 32             | Lombardia             | Lombardia             | Lombardia          | Lombardia          | Lombardia          | Lombardia          | Lombardia           | Lombardia           | Lombardia           | Lombardia           | Lombardia           | Lombardia           |
| 20             | Campania              | Campania              | Campania           | Campania           | Toscana            | Toscana            | Toscana             | Toscana             | Veneto              | Veneto              | Veneto              | Veneto              |
| 18             | Emilia-Romagna        | Emilia-Romagna        | Emilia-Romagna     | Emilia-Romagna     | Emilia-Romagna     | Emilia-Romagna     | Emilia-Romagna      | Emilia-Romagna      | Emilia-Romagna      | Emilia-Romagna      | Emilia-Romagna      | Emilia-Romagna      |
| 14             | Friuli-Venezia Giulia | Friuli-Venezia Giulia | Lazio              | Lazio              | Liguria            | Liguria            | Piemonte            | Piemonte            | Puglia              | Puglia              | Sicilia             | Sicilia             |
| 12             | Abruzzo               | Abruzzo               | Abruzzo            | Calabria           | Calabria           | Calabria           | Marche              | Marche              | Marche              | Sardegna            | Sardegna            | Sardegna            |
| 6              | Umbria                | Umbria                | Umbria             | Umbria             | Umbria             | Umbria             | Umbria              | Umbria              | Umbria              | Umbria              | Umbria              | Umbria              |
| 4              | Basilicata            | Basilicata            | Basilicata         | Basilicata         | Basilicata         | Basilicata         | Trentino-Alto Adige | Trentino-Alto Adige | Trentino-Alto Adige | Trentino-Alto Adige | Trentino-Alto Adige | Trentino-Alto Adige |

## Primo turno
- Partite andata/ritorno con la regola dei gol in trasferta. Se persiste la parità si ricorre al sorteggio.

### Friuli-Venezia Giulia
```
14 squadre
Non ammesse: 
Cormonese
, 
Gradese
, 
Tarcentina
, 
Latisana
, 
Spilimbergo
, 
Palazzolo
 e 
Trivignano
.
Dalla 
Prima Categoria
: 
Sacilese
, 
Vivai Rauscedo
, 
Aquileia
, 
Pieris
 e 
San Giovanni
.
```

| Squadra 1         | Totale      | Squadra 2            | Andata     | Ritorno    |
| ----------------- | ----------- | -------------------- | ---------- | ---------- |
| PRIMO TURNO       | PRIMO TURNO | PRIMO TURNO          | 05.09.1971 | 12.09.1971 |
| Colleferro        | 0 – 2 (gfc) | Maia Cat             | 0 – 1      | 0 – 1      |
| Brugnera          | 2 – 2 (gfc) | Sacilese             | 0 – 1      | 2 – 1      |
| Maniago           | 3 – 3 (gfc) | Vivai Rauscedo       | 2 – 2      | 1 – 1      |
| Manzanese         | 2 – 0       | Corno                | 1 – 0      | 1 – 0      |
| Sangiorgina       | 5 – 3       | Pro Cervignano       | 4 – 1      | 1 – 2      |
| Aquileia          | 2 – 5       | Pieris               | 2 – 1      | 0 – 4      |
| Pro Gorizia       | 2 – 2 sort. | Mossa                | 1 – 1      | 1 – 1      |
| Cremcaffè Trieste | 7 – 3       | San Giovanni Trieste | 3 – 0      | 4 – 3      |

### Toscana
| Squadra 1           | Totale      | Squadra 2   | Andata     | Ritorno    |
| ------------------- | ----------- | ----------- | ---------- | ---------- |
| PRIMO TURNO         | PRIMO TURNO | PRIMO TURNO | 05.09.1971 | 12.09.1971 |
| Unione Valdinievole | 3 – 0       | Poggibonsi  | 3 – 0      | 0 – 0      |

### Campania
| Squadra 1      | Totale      | Squadra 2   | Andata     | Ritorno    |
| -------------- | ----------- | ----------- | ---------- | ---------- |
| PRIMO TURNO    | PRIMO TURNO | PRIMO TURNO | 05.09.1971 | 12.09.1971 |
| Vallo di Diano | 4 – 1       | Giugliano   | 2 – 0      | 2 – 1      |

### Umbria
```
8 squadre
Non ammesse: 
Bastia
, 
Clitunno
, 
Cortona Camucia
, 
Nestor
, 
Orvietana
, 
Ponte Felcino
, 
SI.LA. San Sisto
 e 
Tavernelle
.
```

| Squadra 1     | Totale      | Squadra 2    | Andata     | Ritorno    |
| ------------- | ----------- | ------------ | ---------- | ---------- |
| PRIMO TURNO   | PRIMO TURNO | PRIMO TURNO  | 06.09.1971 | 13.09.1971 |
| Ortana        | 1 - 2       | Narnese      | 0 - 1      | 1 - 1      |
| Todi          | 2 - 1       | Assisi       | 2 - 0      | 0 - 1      |
| Grifo Cannara | 1 - 0       | Pontevecchio | 1 - 0      | 0 - 0      |
| Gualdo        | 2 - 3       | Deruta       | 0 - 1      | 2 - 2      |

### Puglia e Basilicata
| Squadra 1        | Totale      | Squadra 2         | Andata     | Ritorno    |
| ---------------- | ----------- | ----------------- | ---------- | ---------- |
| PRIMO TURNO      | PRIMO TURNO | PRIMO TURNO       | 05.09.1971 | 12.09.1971 |
| Giovinazzo       | 6 – 1       | MC San Ferdinando | 5 – 0      | 1 – 1      |
| Ceglie Messapica | 0 – 5       | Fasano            | 0 – 2      | 0 – 3      |
| Liberty Palo     | 1 – 0       | Noicattaro        | 1 – 0      | 0 – 0      |
| Calcio Acquaviva | 1 – 3       | Laterza           | 1 – 0      | 0 – 3      |
| Vultur Rionero   | 1 – 5       | Pisticci          | 1 – 2      | 0 – 3      |
| Maglie           | 1 – 4       | Gallipoli         | 1 – 2      | 0 – 2      |
| Grottaglie       | 3 – 0       | Mesagne           | 2 – 0      | 1 – 0      |
| LI Potenza       | 4 – 3       | Avigliano         | 1 – 1      | 3 – 2      |
| Squinzano        | Rinv        | Novoli            | ?          | ?          |

## Secondo turno
| Squadra 1                 | Totale        | Squadra 2               | Andata     | Ritorno    |
| ------------------------- | ------------- | ----------------------- | ---------- | ---------- |
| SECONDO TURNO             | SECONDO TURNO | SECONDO TURNO           | 19.09.1971 | 26.09.1971 |
| (FVG) Brugnera            | 0 – 3         | Rotaliana (TAA)         | 0 – 2      | 0 – 1      |
| (FVG) Vivai Rauscedo      | 6 – 4         | Calvi Noale (VEN)       | 2 – 2      | 4 – 2      |
| (FVG) Manzanese           | 2 – 3         | Monselice (VEN)         | 2 – 1      | 0 – 2      |
| (VEN) Dolo                | 9 – 1         | Mossa (FVG)             | 5 – 1      | 4 – 0      |
| (VEN) Pro Mogliano        | 2 – 1         | Pieris (FVG)            | 0 – 0      | 2 – 1      |
| (VEN) Adriese             | 4 – 0         | Sangiorgina (FVG)       | 3 – 0      | 1 – 0      |
| (VEN) Libertas Ceggia     | 2 – 1         | Cremcaffè Trieste (FVG) | 1 – 1      | 1 – 0      |
| (TOS) Unione Valdinievole | 2 – 1         | Pontedecimo (LIG)       | 1 – 0      | 1 – 1      |
| (CAM) Vallo di Diano      | 4 – 2         | Grottaglie (PUG)        | 3 – 0      | 1 – 2      |
| (LAZ) Ladispoli           | 3 - 2         | Todi (UMB)              | 1 - 0      | 2 - 1      |
| (UMB) Grifo Cannara       | 0 - 0 sort.   | Tolentino (MAR)         | 0 - 0      | 0 - 0      |
| (MAR) Biagio Nazzaro      | 0 - 1         | Deruta (UMB)            | 0 - 0      | 0 - 1      |
| (ABR) Fucense             | 2 - 4         | Narnese (UMB)           | 1 - 2      | 1 - 2      |
| (ABR) Montesilvano        | ? – ?         | Liberty Palo (PUG)      | 1 – 1      | ? – ?      |
| (CAM) Sarnese             | 1 – 1         | Laterza (PUG)           | 1 – 0      | 0 – 1      |
| (PUG) Fasano              | 2 – 1         | Scandone (CAM)          | 2 – 1      | 0 – 0      |
| (PUG) Gallipoli           | 5 - 2         | LI Potenza (BAS)        | 5 - 1      | 0 - 1      |
| (BAS) Pisticci            | 1 - 2         | Marianella (LAZ)        | 1 - 0      | 0 - 2      |
| (CAM) Ebolitana           | 1 - 4         | Squinzano (PUG)         | 1 - 2      | 0 - 2      |
| (PUG) Giovinazzo          | ? - ?         | Penne (ABR)             | 3 - 1      | ? - ?      |

## 32esimi di finale
| Squadra 1                 | Totale      | Squadra 2            | Andata     | Ritorno    |
| ------------------------- | ----------- | -------------------- | ---------- | ---------- |
| TERZO TURNO               | TERZO TURNO | TERZO TURNO          | 04.11.1971 | 08.12.1971 |
| (VEN) Cerea               | 5 – 0       | Vivai Rauscedo (FVG) | 3 – 0      | 2 – 0      |
| (TOS) Unione Valdinievole | 4 – 1       | Zingonia (LOM)       | 3 – 1      | 1 – 0      |
| (CAM) Vallo di Diano      | 2 – 0       | Gallipoli (PUG)      | 2 – 0      | 0 – 0      |
| (LAZ) Ladispoli           | 5 - 1       | Narnese (UMB)        | 4 - 0      | 1 - 1      |
| (LAZ) Pro Cisterna        | ?           | Deruta (UMB)         | ?          | ?          |
| (CAM) San Giorgio Cremano | 4 - 2       | Giovinazzo (PUG)     | 3 - 0      | 1 - 2      |
| (PUG) Liberty Palo        | 1 - 0       | Marianello (LAZ)     | 1 - 0      | 0 - 0      |
| (PUG) Fasano              | 2 - 3       | Gragnano (CAM)       | 1 - 0      | 1 - 3      |
| (CAL) Morrone Cosenza     | 5 - 2       | Squinzano (PUG)      | 4 - 1      | 1 - 1      |
| (PUG) Laterza             | 3 - 8       | Soverato (CAL)       | 3 - 3      | 0 - 5      |

```
 -
```

## 16esimi di finale
Liberty Palo (PUG) squalificato.
| Squadra 1                 | Totale | Squadra 2        | Andata | Ritorno |
| ------------------------- | ------ | ---------------- | ------ | ------- |
| (TOS) Unione Valdinievole | 4 – 2  | Ilvarsenal (SAR) | 3 – 1  | 1 – 1   |
| (CAM) Vallo di Diano      | 3 – 0  | Soverato (CAL)   | 2 – 0  | 1 – 0   |

## Ottavi di finale
| Squadra 1                 | Totale      | Squadra 2         | Andata | Ritorno |
| ------------------------- | ----------- | ----------------- | ------ | ------- |
| (TOS) Unione Valdinievole | 9 – 2       | Ladispoli (LAZ)   | 5 – 0  | 4 – 2   |
| (CAM) Vallo di Diano      | 2 – 2 sort. | STEFER Roma (LAZ) | 1 – 1  | 1 – 1   |

## Quarti di finale
| Squadra 1                 | Totale      | Squadra 2        | Andata | Ritorno |
| ------------------------- | ----------- | ---------------- | ------ | ------- |
| (TOS) Unione Valdinievole | 3 – 1       | Cerea (VEN)      | 2 – 0  | 1 – 1   |
| (CAM) Vallo di Diano      | 3 – 3 sort. | Nuova Igea (SIC) | 2 – 1  | 1 – 2   |
| (VEN) Adriese             | ?           | ?                | ?      | ?       |
| (LAZ) Maia Cat            | ?           | ?                | ?      | ?       |

## Final four
Disputate allo Stadio Carlo Necchi di Forte dei Marmi (LU).

### Semifinali
| Squadra 1                 | Risultato | Squadra 2      |
| ------------------------- | --------- | -------------- |
| (TOS) Unione Valdinievole | 1 – 0     | Adriese (VEN)  |
| (CAM) Vallo di Diano      | 1 – 0     | Maia Cat (LAZ) |

### Finale
| Arbitro: | Gonella (Torino) |

| |            | |
| Magli 34’ Gattelli 36’ Mazzacane 46’ (rig.) Moriggia 73’                                             | Marcatori  | |
| Torrini Raguzzi Liggia Magli Mazzacane Matini Guerra (80' Davini) Molinari Gattelli Bertini Moriggia | Formazioni | Barba Panini Barberis Vicari Falabella Bacoccolli Borrelli (8' Nicodemi) Orilio Lofaro Delmonte Maltempo |
| Tagliasacchi                                                                                         | Allenatori | Ciao |

## Coppa Ottorino Barassi
Come vincitore della Coppa Italia Dilettanti, la Unione Valdinievole ottiene il diritto di affrontare il vincitore della FA Amateur Cup: Hendon F.C. (militante nella Isthmian League, all'epoca 5º livello del calcio inglese).
| Arbitro: | Walker |

|                      |           |  |
| Haider 9’ Childs 54’ | Marcatori |  |

| Arbitro: | Monti (Ancona) |

|           |           |          |
| Rossi 87’ | Marcatori | 85’ Bass |